# Synagoge Boulogne-Billancourt

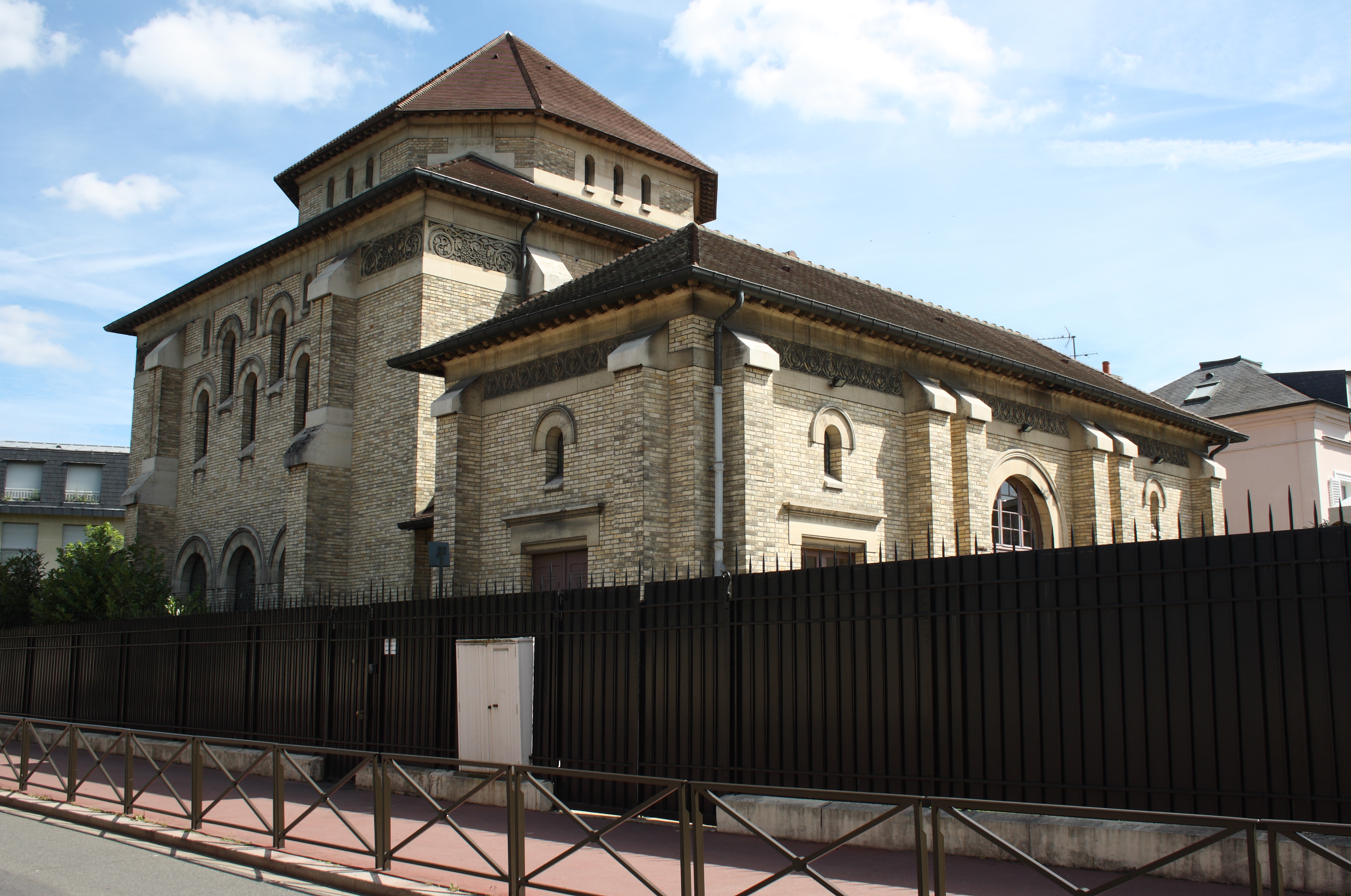
Synagoge von Boulogne-Billancourt

Die Synagoge von Boulogne-Billancourt in der Stadt Boulogne-Billancourt ist eine Synagoge in der Region Île-de-France und gehört zum Département Hauts-de-Seine, das sich im Südwesten von Paris anschließt. Sie befindet sich 43, rue des Abondances. Die nächste Métrostation ist Boulogne - Pont de Saint-Cloud an der Linie 10.

## Geschichte
Bereits 1864 besaßen die in Boulogne-Billancourt, dem ehemaligen Boulogne-sur-Seine, ansässigen Juden einen Betsaal. 1877 wurde in dem westlichen Vorort von Paris eine rechtlich selbständige jüdische Gemeinde gegründet und es wurde der Bau einer Synagoge geplant. Allerdings konnten die Pläne nicht verwirklicht werden, da die Gemeinde die Mittel für den Bau nicht aufbringen konnte. Im Gegensatz zu der Nachbargemeinde Neuilly-sur-Seine, die ihre Synagoge bereits 1878 einweihen konnte, wurde die Synagoge von Boulogne-Billancourt über dreißig Jahre später gebaut. 1910 beschloss die Association cultuelle israélite de Paris (Israelitische Kultusgemeinde von Paris, A.C.I.P.) unter dem Vorsitz von Baron Edmond de Rothschild den Bau der Synagoge und er und seine Gemahlin Adelheid de Rothschild übernahmen – wie für zwei weitere Synagogen in Paris (die Synagoge Chasseloup-Laubat und die Synagoge der Rue Sainte-Isaure von Montmartre) – die Finanzierung. Am 21. September 1911 wurde die Synagoge eingeweiht.
Adelheid de Rothschild war die Urenkelin von Amschel Mayer Rothschild (1773–1855), dem Begründer der Familiendynastie. Sie entstammte dem neapolitanischen Zweig und war die Cousine ihres Ehemannes, eines Enkels von Amschel Mayer Rothschild. Edmonds Vater Jakob Rothschild, auch Baron James de Rothschild genannt, kaufte 1817 das Schloss von Boulogne und ließ an der Stelle eine Sommerresidenz errichten, die sein jüngster Sohn Edmond erbte. Auf dem zugehörigen Park traten die Rothschilds ein Grundstück an der Ecke Rue des Abondances und Rue de l’Abreuvoir für den Bau der Synagoge ab. Zum Architekten bestimmten sie Emmanuel Pontremoli (1865–1956). Er war der Enkel eines Rabbiners und 1890 mit dem Prix de Rome ausgezeichnet worden. Aufmerksamkeit erlangte er durch die Villa Kérylos, eine Nachbildung einer antiken griechischen Villa, die er zwischen 1902 und 1908 in Beaulieu-sur-Mer an der Côte d’Azur für den Archäologen und Altphilologen Théodore Reinach gebaut hatte. Von 1932 bis 1939 war Pontremoli Direktor der Kunsthochschule École des Beaux Arts in Paris.

## Architektur
Wie die Synagoge von Neuilly-sur-Seine weist die Synagoge von Boulogne-Billancourt orientalisierende Stilelemente auf. Sie ist über einem quadratischen Grundriss errichtet und wird von einer oktogonalen Kuppel überwölbt. In dem vorgesetzten Narthex befinden sich die Treppen, die zu den Frauenemporen führen.

## Ausstattung
Der Toraschrein befindet sich gegenüber dem Eingang und ist der Tradition gemäß nach Osten (Misrach) gerichtet. Die Zwillingsfenster über dem Toraschrein symbolisieren die Gesetzestafeln, die auch in stilisierter Form auf den Kapitellen der Säulen dargestellt sind. Unter der Kuppel liegt ein offener Dachstuhl, dessen Holzbalken mit geometrischen Motiven verziert sind. Die Ausmalung stammt von Gustave-Louis Jaulmes, der auch die Wandmalereien der Villa Kérylos geschaffen hat. Auf dem Fries der Fassade wie an den Balustraden der Empore sind ineinander verschlungene Weinranken dargestellt, die sich auf den Balustraden mit hebräischen Inschriften abwechseln, den ersten Worten des jüdischen Glaubensbekenntnisses, Schma Jisrael: Höre, Israel, der Herr ist unser Gott, der Herr ist einzig (5. Buch Mose, 6,4).